# Municipio de Wayne (Nebraska)
El municipio de Wayne (en inglés: Wayne Township) es un municipio ubicado en el condado de Custer en el estado estadounidense de Nebraska. En el año 2010 tenía una población de 140 habitantes y una densidad poblacional de 0,67 personas por km².

## Geografía
El municipio de Wayne se encuentra ubicado en las coordenadas 41°6′43″N 100°9′6″O / 41.11194, -100.15167. Según la Oficina del Censo de los Estados Unidos, el municipio tiene una superficie total de 209.12 km², de la cual 209,11 km² corresponden a tierra firme y (0 %) 0 km² es agua.

## Demografía
Según el censo de 2010, había 140 personas residiendo en el municipio de Wayne. La densidad de población era de 0,67 hab./km². De los 140 habitantes, el municipio de Wayne estaba compuesto por el 98,57 % blancos, el 1,43 % eran afroamericanos. Del total de la población el 0 % eran hispanos o latinos de cualquier raza.